# Amalchaur
Amalchaur (nep. अमलाचौर) – gaun wikas samiti w zachodniej części Nepalu w strefie Dhawalagiri w dystrykcie Baglung. Według nepalskiego spisu powszechnego z 2011 roku liczył on 1206 gospodarstw domowych i 4587 mieszkańców (2709 kobiet i 1878 mężczyzn).